# Takeshi Fuji
Paul Takeshi Fuji (Honolulu, 6 de julio de 1940) es un ex-boxeador profesional estadounidense de ascendencia japonesa que llegó a consagrarse campeón del Mundo de los pesos superligeros.

## Carrera

### Lopopolo vs Fuji[1]
El 30 de abril de 1967 combatió contra Sandro Lopopolo por el título mundial que estaba en manos del italiano desde hacía un año. Por entonces el título mundial de la categoría era organizado solo por el Consejo Mundial de Boxeo, por lo que el poseedor era el campeón indiscutido en la categoría.
El primer round de la pelea comenzó con respeto mutuo; tomando Fuji la iniciativa y Lopopolo mantenía la distancia, hacia el final la intensidad aumentó conectando fuertes golpes ambos rivales. En el segundo asalto Fuji salió decidido a buscar al italiano que por muy poco evitó ser arrinconado, sin embargo un cross de Fuji a la mandíbula derribó a Lopopolo que a pesar de levantarse no logró recuperarse cayendo nuevamente. Una última combinación del estadounidense terminó la pelea al declarar el TKO y lo consagró campeón del Mundo.

### Fuji vs Locche[2]
El 12 de diciembre de 1968 en Tokio Fuji defendió por primera vez su corona ante el argentino Nicolino Locche. A pesar de una heroica resistencia abandonó en el décimo round, debido a la paliza que estaba recibiendo y a la frustración de no poder conectar al Intocable que se consagró campeón del mundo por primera vez, dando cátedra con su estilo de boxeo.